# Salix turumatii
Salix turumatii är en videväxtart som beskrevs av Arika Kimura. Salix turumatii ingår i släktet viden, och familjen videväxter. Inga underarter finns listade i Catalogue of Life.